# حبيل المصينعة

تعديل مصدري - تعديل

حبيل المصينعة هي إحدى قرى عزلة سباح بمديرية سباح التابعة لمحافظة أبين، بلغ تعداد سكانها 27 نسمة حسب تعداد اليمن لعام 2004.